# Time Bokan
Time Fighters (яп. タイムボカン Приключения во времени) — аниме-сериал, созданный студией Tatsunoko Productions. Впервые транслировался по каналу Fuji TV с 4 октября 1975 по 25 декабря 1976 в 6.30 часов утра. Всего была выпущена 61 серия, длительностью по 30 минут. Позже студия создавала множество спин-офф сериалов.

## Сюжет
Доктору Киэда наконец-то удалось изобрести машину времени под названием «Время Бокан». Чтобы доказать эффективность и безопасность машины, он решает её испытать впервые на себе. Но прежде чем он в другом времени успел вернуться в машину, она без него вернулась в настоящее время. Вместе с машиной времени вернулся попугай и драгоценный камень — Дунамонт (яп. ダイナモンド), который считается самым драгоценным сокровищем в мире. Теперь новый поисковой отряд, основанный лаборантом доктора Киэды, будет путешествовать во времени в поисках доктора. Но параллельно злая команда тоже хочет захватить Дунамонт и будет мешать главным героям найти доктора.

### Ход сюжета
По сюжету сериала видна чёткая противоборствующая грань между героями и злодеями. При чём как правило злодеи всегда терпят неудачи или поражение:
- Герои путешествуют во времени, в той или иной эпохе, встречая знаменитых исторических личностей (а иногда вымышленных персонажей).
- Герои позже обязательно сталкиваются со злодеями.
- Обе стороны сражаются друг с другом с помощью своих механизмов.
- Злодеи всегда терпят сокрушительное поражение из-за продуманной стратегии героев или собственных ошибок и непродуманных планов.

## Список персонажей

### Главные герои
Танпэй (яп. 丹平)
Сэйю:Ёсико Ота
Верный помощник доктора Киэты. Умный и спортивный мальчик. Ему 13 лет. Он очень смелый и честный, а также является гением в механике. Он часто видел, как помощники и внучка доктора Киэты занимались вместе с ним спаррингом. И сам Танпэй несколько раз пробовал. В команде его называют «Танпэй-тян». О его семье и школе ничего не известно.
Юнко (яп. 淳子)
Сэйю: Кэйко Ёкодзава
10-летняя внучка доктора Киэты. Милая и находчивая девочка, которая всегда готова протянуть руку помощи другим. Очень скучает по дедушке. У Кэйко очень слабый характер на первый взгляд. Но, будучи влюблённой в Танпэя он обещает стать сильнее.
C-робот (яп. チョロ坊)
Сэйю: Рэйко Кацура
Робот, созданный доктором Джеттом. На вид кажется безобидным, но это вовсе не так. Он может мгновенно обматывать из-за спины противника, стрелять из пулемёта в носу, а также удлинять свои конечности.
Доктор Киэда (яп. 木江田博士 Киэда-хакасэ)
Сэйю: Рюдзи Сайкати
Он изобрёл машину времени и сам оказался в прошлом. В 27 серии команда Таппэя находит его, и он присоединяется к ней в поисках других приключений.
Пэрасукэ (яп. ペラ助)
Сэйю:Дзюмпэй Такигути
Говорящий попугай. Именно он проинформировал Танпэя о местонахождении доктора, который был потерян во времени. Он боится свою жену — Отакэ и к концу сериала воссоединяется с ней. Принимал участие в поисках доктора.
Отакэ-сан (яп. オタケさん)
Сэйю: Хару Эндо
Жена Парасукэ. Властная и нетерпеливая самка попугая. Она изображается очень тщеславной и держит в страхе Парасукэ, несмотря на то, что любит его. В начале серии их успокаивает доктор Киэта пытается успокоить их и сблизить друг с другом.

### Злодеи
Группа под названием «скелеты времени» (タイム ガイコツ). Три злодея, которые охотятся на драгоценный камень и всегда нападают на главных героев, терпя при этом всегда сокрушительное поражение.
Мадзё (яп. マージョ)
Сэйю: Норико Охара
30-летний лидер группы. Высокая и привлекательная блондинка. Страдает манией величия. Из всей группы сильнее всех жаждет заполучить драгоценный камень. Но сама на деле кроме командования ничего не делает. Каждый раз в результате всё кончается поражением с их стороны.
Гроки (яп. グロッキー)
Сэйю: Дзёдзи Янами
Он самый умный и хитрый в команде и является её «мозгом». Долгое время работал с доктором Киэдой под прикрытием. Поэтому может, как и доктор, создавать различные сложные механизмы и использовать их против команды главных героев. Несмотря на это, он периодически допускает ошибки в своих изобретениях (из-за чего команда скелетов почти всегда терпит неудачу).
Варуса (яп. ワルサー)
Сэйю: Кадзуа Татэкабэ
Самый сильный член команды скелетов, но самый слабоумный и неуклюжий из всех, часто управляет оружием, созданным Гроки. Он говорит с особым акцентом, известный в Японии как «Кансай-бэн». Часто заканчивает говорить фразой «ман-нэн» (~まんねん).